# Cheilocostus speciosus
Espèce
Classification phylogénétique

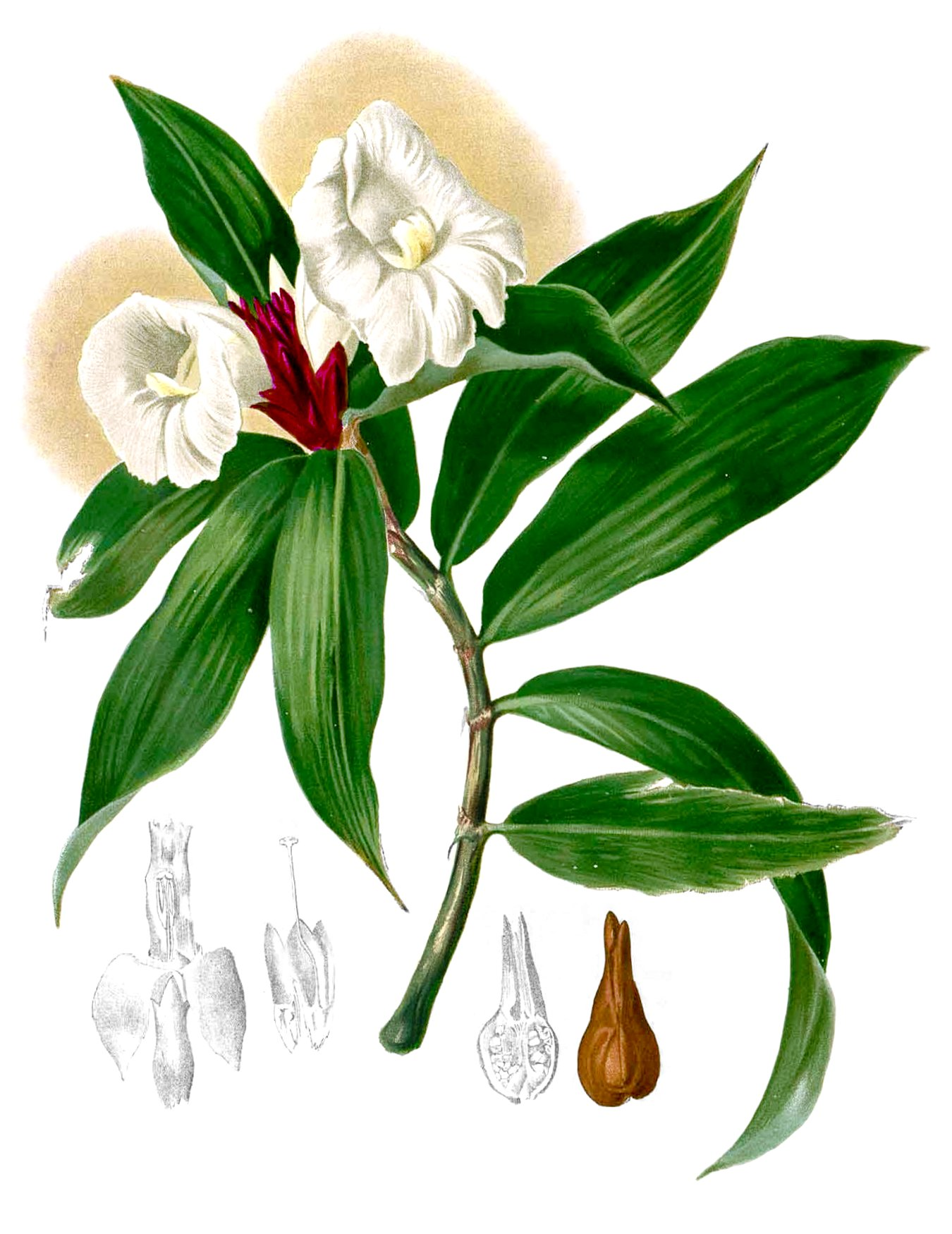
Illustration de Cheilocostus speciosus.

Cheilocostus speciosus est une espèce de plantes à fleurs du genre Cheilocostus et de la famille des Costaceae. Cette espèce est encore connue sous son précédent nom scientifique, Costus speciosus. En effet, la réforme du genre Costus est récente (2006).
C'est une espèce asiatique. Elle est originaire des forêts humides de la Chine méridionale, Taïwan, Bhoutan, Inde, Népal, Sri Lanka, Cambodge, Laos, Viêt Nam, Myanmar, Thaïlande, Malaisie, Papouasie-Nouvelle-Guinée, Philippines, Australie (Queensland), Indonésie (en particulier les grandes îles de la Sonde).

## Description
Cette plante peut avoir de 2 à 3 m de hauteur. Ses fleurs sont rouges avec du blanc.

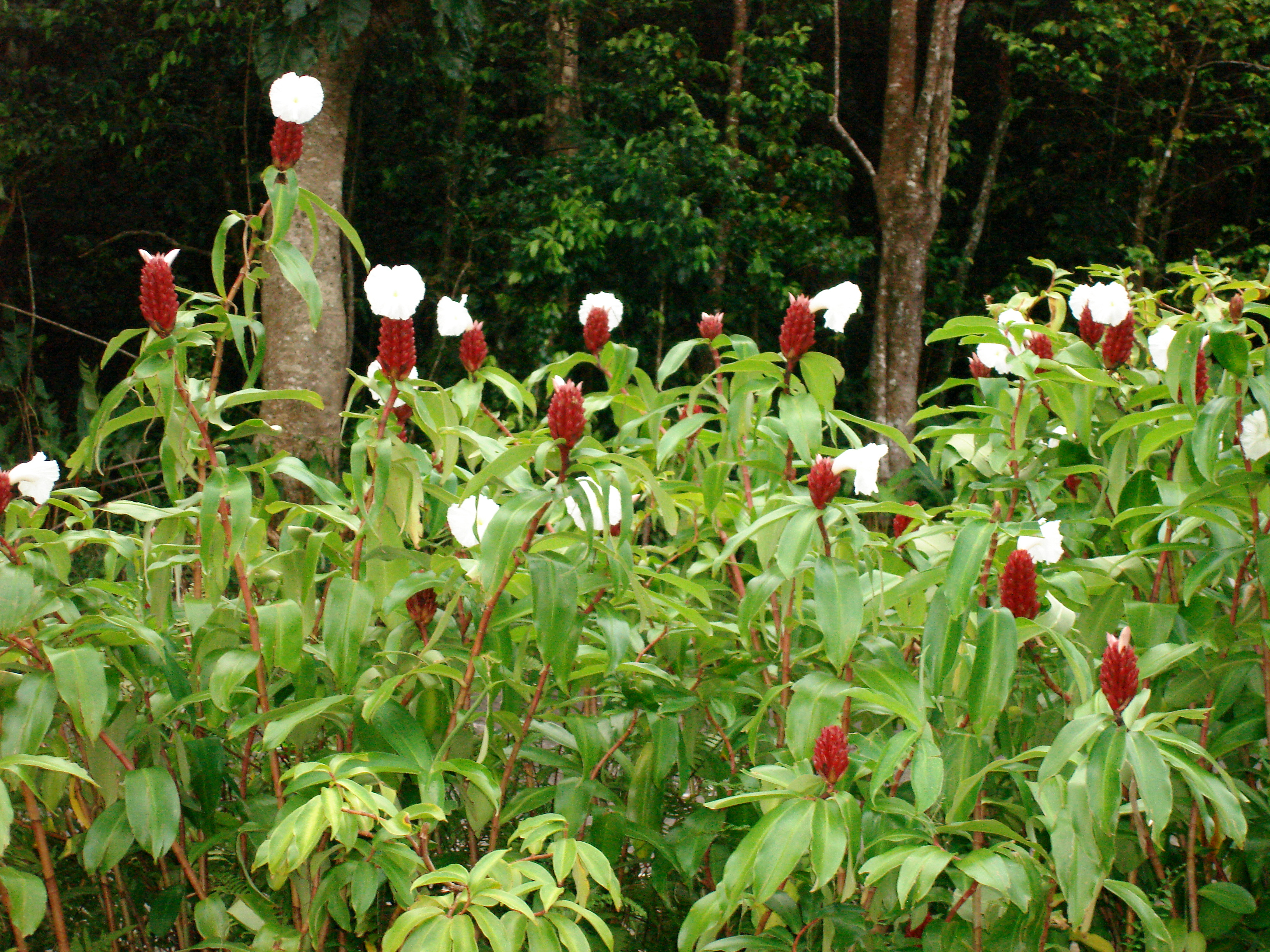
Cannes d'eau en Guadeloupe

Cheilocostus speciosus (ou Costus speciosus) est probablement la plus connue des espèces cultivées des  Costaceae. Les Costaceae se différencient des gingembres en ayant une seule rangée de feuilles disposées en spirale.
L'espèce se reproduit de façon végétative par rhizomes et les oiseaux dispersent les graines quand elles se nourrissent des fruits.
Bien qu'elle soit originaire de nombreuses îles du Pacifique c'est une espèce introduite envahissante sur les autres îles, comme les îles Cook, Fidji, et Hawaii.
Elle est cultivée en Inde pour ses propriétés médicinales et ailleurs comme plante ornementale.
Les noms communs les plus utilisés sont :
- en allemand : Kreppingwer ;
- en anglais : cane-reed, crepe-ginger, Malay ginger, wild ginger ;
- en espagnol : Cana de la India ;
- en français : canne d'eau, coste[2], gingembre crêpe ;
- en hindi : keukand, keu, kust ;
- en sanskrit : kustha, kashmira, kemuka, shura, pushkarmu- la ;
- en malais: setawar.

## Habitat
La plante se trouve dans le fossé routier, zones basses de forêt. 
La saison de floraison commence après la saison des pluies, octobre à décembre.
La plante est souvent cultivée dans les pays tropicaux et subtropicaux, en raison de ses inflorescences magnifiques et de sa végétation luxuriante.
Dans certaines régions d'origine, les rhizomes sont également utilisés dans la médecine traditionnelle.
Elle a besoin d'un climat chaud et humide, à mi-ombre, dans un sol drainant et riche, qui doit être maintenu humide durant la période végétative.
La plante a de nombreuses utilisations historiques dans l'Ayurveda, où le rhizome a été utilisé pour traiter la fièvre, des éruptions cutanées, l'asthme, la bronchite et les vers intestinaux. Il est mentionné dans le Kama Sutra comme ingrédient dans un produit cosmétique à utiliser sur les cils afin d'accroître l'attrait sexuel.
Cheilocostus speciosus a un grand nombre de noms communs dans de nombreuses langues: isebsab (Palau), Keu ou kemuk ou keumul (bengali), keukand (hindi), Thebu (cinghalais), pakarmula (Goudjarati), pushkarmula (marathi et sanskrit), Jom Lakhuti (assamais) et kostam (tamoul).

## Synonymes
Selon World Checklist of Selected Plant Families (WCSP) (26 sept 2011) :
- Amomum arboreum Lour., Fl. Cochinch.: 7 (1790).
- Amomum hirsutum Lam., Tabl. Encycl. 1: 134 (1791).
- Banksea speciosa J.König in A.J.Retzius, Observ. Bot. 3: 75 (1783).
- Cardamomum arboreum (Lour.) Kuntze, Revis. Gen. Pl. 2: 685 (1891).
- Costus angustifolius Ker Gawl., Bot. Reg. 8: t. 665 (1823).
- Costus argyrophyllus Wall., Numer. List: 6555 G, H (1832), nom. nud.
- Costus crispiflorus Stokes, Bot. Mat. Med. 1: 75 (1812).
- Costus foeniculaceus Noronha, Verh. Batav. Genootsch. Kunsten 5(4): 12 (1790).
- Costus formosanus Nakai, J. Jap. Bot. 17: 199 (1941).
- Costus glaber (K.Schum.) Merr., Enum. Philipp. Fl. Pl. 1: 246 (1924).
- Costus glabratus Rchb. in J.C.Mössler & H.G.L.Reichenbach, Handb. Gewächsk. ed. 2, 1: 8 (1829), nom. illeg.
- Costus hirsutus C.Presl, Reliq. Haenk. 1(2): 112 (1827).
- Costus lamingtonii F.M.Bailey, Queensland Agric. J. 3: 160 (1898).
- Costus loureiroi Horan., Prodr. Monogr. Scitam.: 38 (1862).
- Costus nipalensis Roscoe, Monandr. Pl. Scitam.: t. 80 (1826).
- Costus potierae F.Muell., Fragm. 4: 164 (1864).
- Costus sericeus Blume, Enum. Pl. Javae: 62 (1827).
- Costus speciosus (J.König) Sm., Trans. Linn. Soc. London 1: 249 (1791).
- Costus speciosus var. angustifolius Ker Gawl., Bot. Reg. 8: t. 665 (1822).
- Costus speciosus var. argyrophyllus Wall. ex Baker in J.D.Hooker, Fl. Brit. India 6: 249 (1892).
- Costus speciosus var. dilnavaziae M.R.Almeida & S.M.Almeida, J. Bombay Nat. Hist. Soc. 96: 356 (1999).
- Costus speciosus var. formosanus (Nakai) S.S.Ying, Quart. J. Chin. Forest. 21: 117 (1988).
- Costus speciosus var. glaber K.Schum., Bot. Jahrb. Syst. 27: 343 (1899).
- Costus speciosus var. hirsutus (Blume) K.Schum., Bot. Jahrb. Syst. 27: 343 (1899).
- Costus speciosus var. leocalyx Nakai, J. Jap. Bot. 17: 197 (1941).
- Costus speciosus var. sericeus (Blume) K.Schum., Bot. Jahrb. Syst. 27: 343 (1899).
- Costus spicatus var. pubescens Griseb., Fl. Brit. W. I.: 602 (1864).
- Costus vaginalis Salisb., Trans. Hort. Soc. London 1: 277 (1812).
- Hellenia grandiflora Retz., Observ. Bot. 6: 18 (1791).
- Kaempferia speciosa (J.König) Thunb., Fl. Jav.: 8 (1825).
- Planera speciosa (J.König) Giseke, Prael. Ord. Nat. Pl.: 244 (1792).
- Tsiana speciosa (J.König) J.F.Gmel., Syst. Nat. 2: 9 (1791).